# 2015년 벤쿠버 국제 영화제
제34회 벤쿠버 국제 영화제는 2015년 9월 24일에 열린 시상식이다.

## 수상 및 후보

### 캐나다 장편상
- 잠자는 거인 - 앤드류 시비디노 수상

### 캐나다 단편상
- 블루-아이드 블론드 - 파스칼 플랜트 수상

### 캐나다 신인감독상
- 더 사운드 오브 트리스 - 프랑수아 펠로퀸 수상

### 캐나다 단편 신인감독상
- 네버 스테디, 네버 스틸 - 캐슬린 헵번 수상

### 캐나다 다큐멘터리인기상
- 하이다 과이: 온 디 엣지 오브 더 월드 - 찰스 윌킨슨 수상

### 캐나다영화인기상
- 룸 - 레니 에이브러햄슨 수상

### 로저스 관객상
- 브루클린 - 존 크로울리 수상

### 다큐멘터리인기상
- 그녀, 잉그리드 버그만 - 스티그 비요크만 수상

### VIFF 임팩트: 국제 관객상
- 랜드필 하모니 - 그래햄 타운슬리 외1명 수상

### VIFF 임팩트: 캐나다 관객상
- 프랜처드 랜드 - 데미언 길리스 외1명 수상

### 머스트씨 BC상
- 트릭스 온 더 데드 - 조던 패터슨 수상

### BC 작품상
- 프랜처드 랜드 - 데미언 길리스 외1명 수상

### BC 신인감독상
- 환생 - 코너 가스톤 수상

### 예술과 편지
- 808 - 알렉스 던
- 어 발레리나스 테일 - 넬슨 조지
- 아르헨티나 - 카를로스 사우라
- 서커스 위드아웃 보더스: 더 스토리 오브 아트서크 앤 칼라반테 - 수잔 그레이
- 마태 수난곡 스토리 - 라몬 기엘링
- 호크니 - 랜달 라이트
- 임퍼펙트 하모니 - 카르멘 코보스
- 매직 아레나 - 안드레아 프란드스트랄러 외1명
- 마비스! - 제시카 에드워즈
- 몬티파이튼 - 코미디의 전설 - 로저 그라프 외1명
- 노 랜즈 송 - 아얏 나자피
- 파코 데 루치아: 플라멩코의 여행 - 프란시스코 산체스 바렐라
- 페기 구겐하임: 아트 오브 디스 센트리 - 리사 이모르디노 브릴랜드
- 더 사운드 오브 리뎀션: 더 프랭크 모건 스토리 - N.C. 헤이킨
- 타나 바나 - 팻 머피
- 더 컴페티션 - 엔젤 보레고 쿠베로
- 더 드림 오브 사라자드 - 프랑소와 베스터
- 더 쏘츠 댓 원스 위 해드 - 톰 앤더슨

### BC 스포트라이트
- 샬롯의 노래 - 니콜라스 험프리스
- 데브리스 - 존 볼튼
- 에드워드 - 카일 라이드아웃
- 해드윈의 선택 - 사샤 스노우
- 하이다 과이: 온 디 엣지 오브 더 월드 - 찰스 윌킨슨
- 마이 굿 맨스 곤 - 닉 시톤
- 나인스 플로어 - 미나 슘
- 노 멘 비욘드 디스 포인트 - 마크 소워스
- 더 샌드위치 나치 - 르와이스 배넷

### 캐나다 이미지
- 어 독스 라이프 - 헬렌 쇼켓
- 보레알리스 - 숀 게리티
- 샬롯의 노래 - 니콜라스 험프리스
- 클라우즈 오브 어텀 - 트레버 맥 외1명
- 에드워드 - 카일 라이드아웃
- 파이어 송 - 애덤 가넷 존스
- 프랭크 앤 더 원더캣 - 토니 마실 외1명
- 해드윈의 선택 - 사샤 스노우
- 허트 - 앨런 츠바이크
- 하이에나 로드 - 폴 그로스
- 인투 더 포레스트 - 패트리샤 로제마
- 코콤 - 케빈 파파티
- 쿡스 앤 레전드: 애니메이티드 모션 픽쳐 큐레이트 바이 마브 뉴랜드 - 마브 뉴랜드 외 11명
- 르 뎁 - 소니아 보일로
- 마이클 섀넌 마이클 섀넌 존 - 첼시 맥멀란
- 마이 굿 맨스 곤 - 닉 시톤
- 마이 인턴십 인 캐나다 - 필리프 팔라도
- 나인스 플로어 - 미나 슘
- 노 멘 비욘드 디스 포인트 - 마크 소워스
- 오, 브레이즌 에이지 - 알렉산더 카슨
- 아워 러브드 원스 - 안 에몽
- 페인티드 랜드: 인 서치 오브 더 그룹 오브 세븐 - 필리스 엘리스
- 리멤버 - 아톰 에고이안
- 사발리 - 라이언 멕케나
- 아미나 프로필 - 소피 데라스페
- 금지된 방 - 가이 매딘 외1명
- 더 패스 시스템 - 알렉스 윌리엄스
- 더 샌드위치 나치 - 르와이스 배넷
- 트릭스 온 더 데드 - 조던 패터슨
- 빌 마리 - 기 에두앙
- 우아한 육체 - 피터 체르카스키

### 우리시대의 영화
- 10월 31일 - 시바지 로탄 파틸
- 45 이어즈 - 앤드류 헤이
- 600 마일 - 가브리엘 립스테인
- 어 퍼펙트 데이 - 페르난도 레온 데 아라노아
- 빈자리 - 치코 테이세이라
- 피의자 : 사라진 증거 - 폴라 반 데르 외스트
- 아다마 - 시몬 루비
- 어페림! - 라두 주데
- 아얀다 앤 더 메카닉 - 사라 블레처
- 바디 - 마우고시카 슈모프스카
- 브리드 엄피에펌로 - 마크 돈포드 메이
- 슈발리에 - 아디너 레이첼 창가리
- 크로닉 - 미셸 프랑코
- 죽음은 느리게 전진한다 - 마우로 헤르세
- 두 사람을 살다 - 아흐마드 압달라
- 뱀의 포옹 - 치로 게라
- 엔터테인먼트 - 릭 알버슨
- 익스피리멘터 - 마이클 알메레이다
- 프랑코포니아 - 알렉산더 소쿠로프
- 골든 킹덤 - 브라이언 L. 퍼킨스
- 초원은 돌아올 것이다 - 에르마노 올미
- 힐다 - 안드레스 클라리온드 랑겔
- 홈 케어 - 슬라벡 호락
- 나는 열 살의 이혼녀 - 카디자 알살라미
- 아이 프로미스 유 아나키 - 훌리오 에르난데스 코르동
- 인 유어 암스 - 사마누 아케체 사흘스트롬
- 홍콩은 언제나 내일 - 에밀리 팅
- 아이비 - 톨가 카라셀릭
- 익스카눌 - 자이로 부스타만테
- 택시 - 자파르 파나히
- 제임스 화이트 - 조쉬 몬드
- 런던 로드 - 루퍼스 노리스
- 로스트 앤 뷰티풀 - 피에트로 마르첼로
- 러브, 데프트 앤 아더 인탱글먼츠 - 무아야드 알라얀
- 마가야네스 - 살바도르 델 솔라
- 습지 - 알베르토 로드리게즈
- 맨 고 투 배틀 - 재커리 트레이츠
- 머스탱 - 데니즈 겜즈 에르구벤
- 마이 스키니 시스터 - 산나 렌켄
- 나히드 - 이다 파나한데흐
- 내스티 베이비 - 세바스찬 실바
- 원 플로어 빌로우 - 라두 문틴
- 파라다이스 - 시나 아타에이안 데나
- 폴리나 - 산티아고 미트레
- 피오니어 히어로즈 - 나탈리아 쿠드리아쇼바
- 레인보우 아일랜드 - 코스로우 시나이
- 램스 - 그리무르 하코나르슨
- 라이엇 - 나단 실버
- 슈나이더 vs. 박스 - 알렉스 반 바르메르담
- 쇼트 스킨 - 두시오 치아리니
- 슬랙조 - 자크 웨인트롭
- 선 오브 사울 - 라즐로 네메스
- 송스 마이 브라더스 티치 미 - 클로이 자오
- 스패로우스 - 루나 루나슨
- 더 보다 보다 시브스 - 도날드 무기샤
- 더 클럽 - 파블로 라라인
- 더 도터 - 사이몬 스톤
- 더 디너(영어판) - 이바노 데 마테오
- 폴링 - 캐롤 몰리
- 더 랍스터 - 요르고스 란티모스
- 더 매직 마운틴 - 안카 다미안
- 산의 마스크 - 자크 사라신
- 엘 모비미엔토 - 벤자민 나이스타트
- 더 프로젝트 오브 더 센츄리 - 카를로스 킨텔라
- 세컨드 마더 - 안나 무이라에르트
- 더 스카이 트렘블스 앤 디 어스 이즈 어프레이드 앤 더 투 아이즈 아 낫 브라더스 - 벤 리버스
- 더 썸머 오브 상게일 - 앨런테 카바이테
- 더 트레져 - 코르넬리우 포룸보이우
- 티나 소바빌리: 더 투 오브 어스 - 어니스트 코시
- 쓰리 윈도우즈 앤 어 행잉 - 이사 코스자
- 티쿤 - 아비샤이 시반
- 터프 러브 - 로자 폰 프라운하임
- 움리카 - 프라샨트 나이르
- 빅토리아 - 세바스티안 쉬퍼
- 웬즈데이, 메이 9 - 바히드 잘릴반드
- 원드러스 보카치오 - 파올로 타비아니 외1명

### 에피소드 스트림
- 블러드 앤드 워터 - 존 르쿠예르

### 갈라스 부문
- 비바 보이즈 - 디파 메타
- 아이 소우 더 라이트 - 마크 에이브러햄

### 히든 패스트, 디지털 퓨처
- 이노센스 오브 메모리즈 - 그랜트 기
- 인벤션 - 마크 루이스
- 20세기의 사랑 - 킴 론지노트
- 오리지널 카피 - 플로리안 헤인젠-지옵 외1명
- 우아한 육체 - 피터 체르카스키
- 러브 어몽 더 루인스 - 마시모 알리 모하마드
- 금지된 방 - 가이 매딘 외1명
- 더 쏘츠 댓 원스 위 해드 - 톰 앤더슨
- 프롬 스코틀랜드 위드 러브 - 버지니아 히스
- 샘 클렘케즈 타임 머신 - 매튜 베이트

### 하이스쿨 아웃리치
- 서커스 위드아웃 보더스: 더 스토리 오브 아트서크 앤 칼라반테 - 수잔 그레이
- 나는 열 살의 이혼녀 - 카디자 알살라미
- 마이 스키니 시스터 - 산나 렌켄
- 레이싱 익스팅션 - 루이 시호요스
- 잠자는 거인 - 앤드류 시비디노
- 송스 마이 브라더스 티치 미 - 클로이 자오
- 폴링 - 캐롤 몰리
- 청춘찬가 - 다비드 앙드레
- 우선 순위 - 긴츠 질발로디스
- 아웃 어게인 - 엠마 맥키트릭 외2명
- 인비지블 피플 - 데마 건터 외1명
- 이모셔널 디멘션스 오브 더 제임스 리버 - 미셸 마르케즈
- 5 유로 - 돈 라카
- 지붕을 때리는 물 - 테이모어 가데리
- 더티 시크릿 - 니마 사드기
- 언더레이티드 - 알하이아 바디 외4명
- 라이프 오브 유어 츄징 - 마일즈 레빈
- 미싱 - 제이든 외4명
- 유즐리스 - 앨리하 바디
- 찰리 - 타오 워너 외2명
- 더 세컨드 라이트 오프 메인 스트리트 - 라이언 데버그
- 러브바이츠 - 아가키 바우티스타 외3명
- 1 인 5 - 베일리 트라이코 외3명
- 실리 쉽 - 프라나브 바신
- 페이의 라이프 어드바이스 - 키아나 외2명
- 러브 온 휠즈 - 산드로 쿠파라쉬빌리
- 핑크 엘레펀트 - 헌터 호프웰

### 논픽션 부문
- 3 앤 1/2 미닛츠 - 마크 실버
- 어 플릭커링 트루스 - 피에트라 브렛켈리
- 어 나치 레거시: 왓 아워 파더스 디드 - 데이빗 에반스
- 어 시리안 러브 스토리 - 숀 맥앨리스터
- 어보브 앤 빌로우 - 니콜라스 슈타이너
- 앨리스 케어즈 - 산더르 뷔르허르
- 올 아이즈 앤 이어즈 - 바네사 호프
- 붉은 사원의 순종자들 - 모하메드 알리 나크비 외1명
- 아틀란티스 - 벤 러셀
- 뱅킹 네이처 - 드니 델레스트락 외1명
- 브랜드: 어 세컨드 커밍 - 온디 티모너
- 시티 오브 골드 - 로라 가버트
- 컨테인먼트 - 피터 갤리슨 외1명
- 다크 홀스 - 루이즈 오스몬드
- 딥 타임 - 노아 허턴
- 드렁크 스톤드 브릴리언트 데드: 더 스토리 오브 더 네셔널 램푼 - 더글러스 티롤라
- 에버 더 랜드 - 세라 그로너트
- 스위스 비밀계좌를 팝니다 - 벤 루이스
- 해나: 부디즘스 언톨드 저니 - 아담 페니 외1명
- 옴므 레스 - 토마스 비르센손
- 허리케인 - 앤디 바이어트 외1명
- 아이스 앤 더 스카이 - 뤽 자케
- 엠파이어빌더 횡단열차 - 앨버트 메이슬리스 외2명
- 점보 와일드 - 닉 왜거너
- 메루 - 지미 친 외1명
- 밍 오브 할렘: 투엔티 원 스토리즈 인 디 에어 - 필립 워넬
- 미스틱 융프라우요흐 - 마르쿠스 아이헨베르거
- 나이트 위드아웃 디스턴스 - 로이스 파티노
- 원 밀리언 더블러너스 - 에이오프 켈러허
- 팔리오 - 코시마 스펜더
- 레이싱 익스팅션 - 루이 시호요스
- 레퀴엠 포 더 아메리칸 드림 - 피터 D. 허치슨 외2명
- 스테이크 레볼루션 - 프랭크 리비에레
- 더 메신저 - 스와 라이나드
- 더 펄 버튼 - 패트리시오 구즈먼
- 더 로얄 로드 - 제니 올슨
- 더 비지트 - 마이클 매드슨
- 토포필리아 - 피터 보 라프먼드
- 베리 세미-시리어스 - 레아 월콕

### 온 코미디
- 드렁크 스톤드 브릴리언트 데드: 더 스토리 오브 더 네셔널 램푼 - 더글러스 티롤라
- 엔터테인먼트 - 릭 알버슨
- 몬티파이튼 - 코미디의 전설 - 로저 그라프 외1명
- 베리 세미-시리어스 - 레아 월콕
- 브랜드: 어 세컨드 커밍 - 온디 티모너

### 주목! 프랑스
- 안톤 체호프 1890 - 르네 페레
- 디스오더 - 앨리스 위노코
- 인 더 섀도우 오브 우먼 - 필립 가렐
- 마이 프렌드 빅토리아 - 장 폴 시베락
- 젊은날의 세가지 추억 - 아르노 데스플레샹
- 포트레이트 오브 디 아티스트 - 앙트완 바로
- 당당하게 - 엠마누엘 베르코
- 디 아나키스트 - 엘리 와주망
- 더 라스트 해머 블로우 - 알릭스 델라포르트
- 더 메져 오브 어 맨 - 스테판 브리제
- 빈센트 - 토마스 살바도르
- 청춘찬가 - 다비드 앙드레

### VIFF 임팩트
- 3 앤 1/2 미닛츠 - 마크 실버
- 앨리스 케어즈 - 산더르 뷔르허르
- 올 아이즈 앤 이어즈 - 바네사 호프
- 붉은 사원의 순종자들 - 모하메드 알리 나크비 외 1명
- 뱅킹 네이처 - 드니 델레스트락 외 1명
- 딥 타임 - 노아 허턴
- 에버 더 랜드 - 세라 그로너트
- 파이어 송 - 애덤 가넷 존스
- 아이스 앤 더 스카이 - 뤽 자케
- 인 마이 슈즈 - 맷 고보니 외 1명
- 점보 와일드 - 닉 왜거너
- 마이 에너미, 마이 브라더 - 안 신
- 노 랜즈 송 - 아얏 나자피
- 스테이크 레볼루션 - 프랭크 리비에레
- 더 메신저 - 스와 라이나드
- 더 패스 시스템 - 알렉스 윌리엄스
- 디스 체인지스 에브리씽 - 에비 루이스
- 연길 - 박기용

### 용과 호랑이
- 백엔러브 - 타케 마사하루
- 32 + 4 - 후준찬
- 꿈보다 해몽 - 이광국
- 한여름의 판타지아 - 장건재
- 어 플레이스 투 네임 - 사카가미 아타루
- 성실한 나라의 앨리스 - 안국진
- 엠 아이 드리밍 오브 아더스, 오어 아 아더스 드리밍 오브 미? - 아리카와 시게오
- 모닝 - 기타노 다케시
- 빅 파더, 스몰 파더 앤 아더 스토리즈 - 당 디 판
- 세머테리 오브 스플렌더 - 아피찻퐁 위라세타쿤
- 다크 믹서 - 이와사키 히로토시
- 고닌 사가 - 이시이 다카시
- 굿바이 유토피아 - 딩 스
- 도깨비불 - 김나경
- 숨막혀 - 키하타 사야카
- 카일리 블루스 - 비간
- 킴 - 시미즈 슘페이
- 리 웬 앳 이스트 레이크 - 리 뤄
- 필름시대사랑 - 장률
- 마스터 블래스터 - 가부키 사와코
- 산하고인 - 지아장커
- 미스터 장 빌리브즈 - 치우지옹지옹
- 머머 오브 더 하츠 - 실비아 창
- 마이 라이프 위드 어 킹 - 카를로 엔시스코 카투
- 뉴스 - 기타노 다케시
- 옥토퍼스 - 히라바야시 이사무
- 오무라 플랜트 스페시먼스 - 스도 나츠미
- 바닷마을 다이어리 - 고레에다 히로카즈
- 오이스터 팩토리 - 소다 카즈히로
- 퍼펙트 칸저글 블리스 - 종 수
- 기항지 - 옹자광
- 리플렉션 - 마츠바야시 요주
- 지금은맞고그때는틀리다 - 홍상수
- 롤링 - 토미나가 마사노리
- 시티 - 에디 카효노
- 탠덤 - 킹 팰리속
- 다나토스, 드렁크 - 장초치
- 타를로 - 페마 체덴
- 다퉁(大同) 개발 프로젝트 - 하오주
- 극비수사 - 곽경택
- 더 콘솔 - 토야마 미츠오
- 더 네임 오브 더 웨일 - 후지카와 후미토
- 손님 - 김광태
- 상의원 - 이원석
- 세 가지 사랑 이야기 - 하시구치 료스케
- 마쿠 - 요리코 미즈시리
- 왓 해픈드 인 패스트 드래곤 이어 - 쑨쉰
- 연길 - 박기용
- 백일홍 - 임서우

### 알터드 스테이츠
- Aaaaaaaah! - 스티브 오램
- 콥 카 - 존 왓츠
- 크럼브스 - 미구엘 리안소
- 데스가즘 - 제이슨 레이 하우덴
- 악몽 - 아키즈
- 그린 룸 - 제레미 솔니에
- 니나 포에버 - 크리스 블레인 외1명
- 의식 - 조셉 심스-데넷
- 더 디몰리셔 - 게이브리엘 커레어
- 더 시멀러스 - 아이작 에즈반

### 국제 단편 부문
- 1 인 5 - 베일리 트라이코 외3명
- 5 유로 - 돈 라카
- 더티 시크릿 - 니마 사드기
- 라이프 오브 유어 츄징 - 마일즈 레빈
- 에덜레슨스 - 자비에 블랑코
- 올모스트 낫 뷰티풀 - 진 크루호스키
- 비홀드 - 마크 사전트 외1명
- 버스데이 - 크리스 킹
- 찰리 - 타오 워너 외2명
- 치어풀 블루스 포 더 데드 맨 - J.M. 퀘베도 곤잘레즈
- 체리 케이크 - 제인 그린
- 커피 투 고 - 패트리샤 폰트
- 디포미티 프레이스 포 레디에이션 - 나단 헤르츠
- 드리프트 - 펠리페 프라도
- 페이의 라이프 어드바이스 - 키아나 외2명
- 글로리아 - 루이스 헤르난데스 데 라 페냐
- 하베이의 꿈 - 알렉산더 본 호프만
- 인 더 나이트 - 조슈아 어크만
- 인 마이 슈즈 - 맷 고보니 외1명
- 인 더 스틸 오브 더 나잇 - 에리히 스타이너
- 추가시간 - 잭 셰리던
- 인테리어. 파밀리아. - 제랄드 퀸토 외2명
- 인비지블 피플 - 데마 건터 외1명
- 지붕을 때리는 물 - 테이모어 가데리
- 라스트 베이스 - 아슬락 단볼트
- 리틀 베어 - 데이르 글린 외1명
- 룩킹 아웃 - 트리스탄 아르틴
- 러브 온 휠즈 - 산드로 쿠파라쉬빌리
- 러브바이츠 - 아가키 바우티스타 외3명
- 마인 - 트릴비 글로버
- 미싱 - 제이든 외4명
- 오퍼레이터 - 캐롤라인 바트릿
- 아웃 어게인 - 엠마 맥키트릭 외2명
- 핑크 엘레펀트 - 헌터 호프웰
- 우선 순위 - 긴츠 질발로디스
- 레드 넛츠 - 잭슨 멀렌
- 스크래블 - 크리스티안 설서
- 세팅 뎀 스트레이트 - 카렙 맥케나
- 실리 쉽 - 프라나브 바신
- 소프 - 크리스토퍼 브라운
- 솔로 피날레 - 인고 푸자
- 말더듬이 - 벤자민 클리어리
- 아쿠아리움 - 자코비 그레이
- 이모셔널 디멘션스 오브 더 제임스 리버 - 미셸 마르케즈
- 에러 - 브란도 드 시카
- 포뮬라 - 캐서린 프레이
- 더 맨 프롬 더 카운슬 - 바너비 사우스캠
- 무어 - 조지 키어시스
- 더 세컨드 라이트 오프 메인 스트리트 - 라이언 데버그
- 더 트레인 - 아셀 그로드만
- 거울 속 앨리스 - 이반 메나 티노코
- 트레딩 워터 - 리즈 프랭크
- 트렌치 - 네이선 헌트
- 언더레이티드 - 알하이아 바디 외4명
- 유즐리스 - 앨리하 바디

### 캐나다 단편 부문
- 4 쿼터스 - 애쉴리 맥켄지
- 앳 더 비치 - 제레미 피터 앨런
- 밸모럴 호텔 - 웨인 와피무콰
- 빅 브라더 - 루카스 흐루비즈나
- 빅 오 - 제나 햄브룩
- 블러드 매너페스토 - 테오도르 위셰브
- 비토스 - 엘레 마이아 테일페데스
- 윈터 힘스 - 더스티 맨치넬리
- 윈드 스루 어 트리 - 세스 스미스
- 네퓨 - 데이비드 핀레이
- 마이 에너미, 마이 브라더 - 안 신
- 골든 티처스 - 해리 셉카
- 모리스 - 프랑소와 자로스
- 블루 썬더 - 진-마크 E.로이 외1명
- 박싱 - 그레이슨 무어 외1명
- 클라우즈 오브 어텀 - 트레버 맥 외1명
- 크레이지 하우스 - 아론 멀킨
- 데브리스 - 존 볼튼
- 디스모피아 - 캐서린 그럽
- 이프 아이 워즈 갓... - 코델 바커
- 인터뷰 위드 어 프리 맨 - 니콜라스 레베스크
- 코콤 - 케빈 파파티
- 루이스 - 판타비우스 프리츠
- 라이프가드 - 데반 스콧 외1명
- 메이 위 슬립 사운들리 - 드니 코테
- 미아' - 아만다 스트롱 외1명
- 마이 페이버리트 시즌 - 리즈 케언스
- 오션 폴스 - 라이언 어마코라 외1명
- 페니스 포 티 - 소피에 자비스 외1명
- 록 더 박스 - 캐서린 몽크
- 쉬 스툽스 투 컨쿼 - 재커리 러셀
- 스타 - 에밀리 매너링
- 더 카누 - 알렉스 벌캠
- 더 돌하우스 - 채드 갤로웨이 외1명
- 더 뮤지스 오브 살로메 - 미렉 하멧
- 더 오처드 - 다르시 반 포엘지스트
- 더 슬립워커 - 테오도르 위셰브
- 웨이브 - 자스민 모자파리
- 월드 페이머스 고퍼 홀 뮤지엄 - 첼시 맥멀란 외1명

### 특별소개 부문
- 세 도시 이야기 - 장완정
- 아라비안 나이트 - 볼륨 1, 더 레스트리스 원 - 미겔 고미쉬
- 아라비안 나이트 - 볼륨 2, 더 데솔레이트 원 - 미겔 고미쉬
- 아라비안 나이트 - 볼륨 3, 더 인챈티드 원 - 미겔 고미쉬
- 디판 - 자크 오디아르
- 하이-라이즈 - 벤 웨틀리
- 그녀, 잉그리드 버그만 - 스티그 비요크만
- 라우더 댄 밤즈 - 요아킴 트리에
- 자객 섭은낭 - 허우 샤오시엔
- 디스 체인지스 에브리씽 - 에비 루이스
- 유스 - 파올로 소렌티노
- 아노말리사 - 찰리 카우프만

### 스타일 인 필름
- 더 트루 코스트 - 앤드류 모건
- 시티 오브 골드 - 로라 가버트
- 옴므 레스 - 토마스 비르센손
- 페기 구겐하임: 아트 오브 디스 센트리 - 리사 이모르디노 브릴랜드
- 상의원 - 이원석
- 타나 바나 - 팻 머피

### 그레이트 디바이드
- 아라비안 나이트 - 볼륨 1, 더 레스트리스 원 - 미겔 고미쉬
- 아라비안 나이트 - 볼륨 2, 더 데솔레이트 원 - 미겔 고미쉬
- 아라비안 나이트 - 볼륨 3, 더 인챈티드 원 - 미겔 고미쉬
- 스위스 비밀계좌를 팝니다 - 벤 루이스
- 하이-라이즈 - 벤 웨틀리
- 힐다 - 안드레스 클라리온드 랑겔
- 랜드필 하모니 - 그래햄 타운슬리 외 1명
- 마이 프렌드 빅토리아 - 장 폴 시베락
- 폴리나 - 산티아고 미트레
- 레퀴엠 포 더 아메리칸 드림 - 피터 D. 허치슨 외 2명
- 타나 바나 - 팻 머피
- 더 메져 오브 어 맨 - 스테판 브리제
- 세컨드 마더 - 안나 무이라에르트
- 웬즈데이, 메이 9 - 바히드 잘릴반드